# Гилбертон (Пенсилванија)
Гилбертон (енгл. Gilberton) град је у америчкој савезној држави Пенсилванија.

## Демографија
По попису из 2010. године број становника је 769, што је 98 (-11,3%) становника мање него 2000. године.
| Група             | 2000.       | 2010.       |
| Белци             | 846 (97,6%) | 741 (96,4%) |
| Афроамериканци    | 0 (0,0%)    | 0 (0,0%)    |
| Азијати           | 14 (1,6%)   | 0 (0,0%)    |
| Хиспаноамериканци | 3 (0,3%)    | 22 (2,9%)   |
| Укупно            | 867         | 769         |